# 第二次世界大戰中德國集團軍列表
这是二战期间德国陆军的集团军群（德語：Heeresgruppe）的列表。
第二次世界大战期间，德国陆军的一些编队被指定为集团军群，其他编队被指定为集团军（德語：Armeegruppe）。二战中曾经出现的德国国防军的集团军群有：
- A集团军群
- B集团军群
- C集团军群
- D集团军群
- E集团军群
- F集团军群
- G集团军群
- H集团军群
- 非洲集团军群
- 顿河集团军群
- 库尔兰集团军群
- 中央集团军群
- 北方集团军群
- 北乌克兰集团军群
- 奥斯特马克集团军群
- 南方集团军群
- 南乌克兰集团军群
- 上莱茵集团军群
- 维斯瓦河集团军群

## 时间轴
这些颜色代表战区：粉色为波兰战役，蓝色为法国战役，紫色为巴尔干及东南欧，橙色为北非，红色为东线，绿色为意大利战线，黄色为西线。